# Passage Pouchet
Le passage Pouchet est une voie du 17e arrondissement de Paris, en France.

## Situation et accès
Le passage Pouchet est situé dans le 17e arrondissement de Paris. Il débute au 41, rue des Épinettes, traverse la rue Pouchet (qui lui donne son nom) puis se termine en impasse.

## Origine du nom

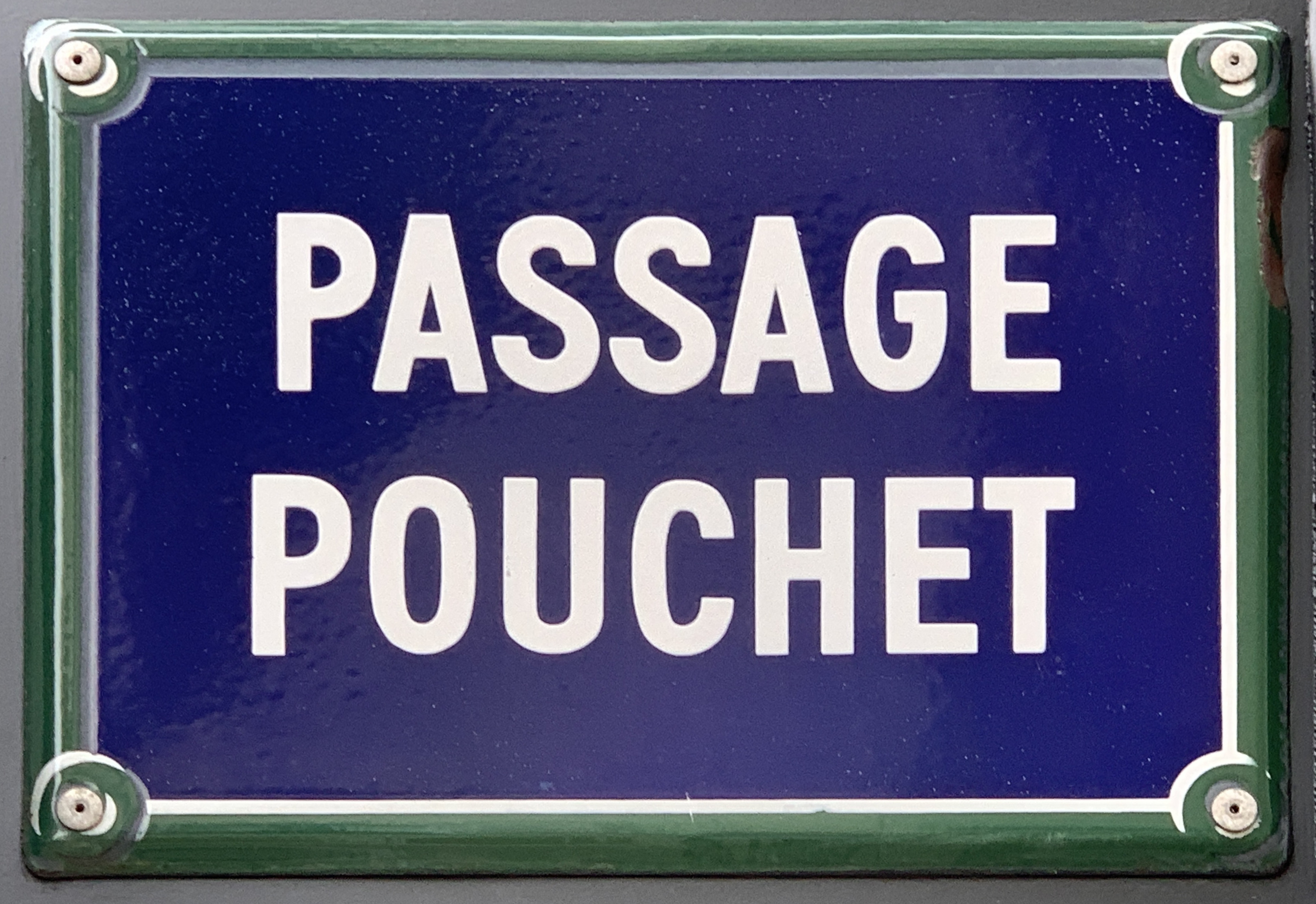
Plaque du passage.

Il porte le nom de l'industriel français Louis Ézéchias Pouchet (1748-1807), en raison de sa proximité avec la rue éponyme.

## Historique
Cette voie fut appelée « passage Jacob », puis, en 1894 « passage des Épinettes », avant de prendre sa dénomination actuelle.
Elle est classée dans la voirie de Paris par arrêté du 10 décembre 1992.